# Pastor-belga-malinois
Pastor-belga-malinois[a][b] (pronúncia em francês: "Malinoá") é uma das quatro variedades da raça de cães pastor-belga, originária da Bélgica. De pelagem curta, de cor fulvo-encarvoada, é nativa da região de Malinas e tida como uma das mais comuns entre os pastores belgas. É um cão de trabalho de alta performance, rústico e funcional. 
Em sua origem era ovelheiro, hoje é um cão de defesa pessoal e de esportes de proteção como IGP. Apesar de existirem também vertentes para guarda residencial e para shows de conformação. 
Conhecido pelo vigor, agilidade e versatilidade, foi o primeiro dos pastores belgas a ser descrito. 
O nome (Malinois) que define esta variedade de pastor-belga é um gentílico, em francês (uma das línguas oficiais da Bélgica), que indica a origem deste cão como sendo nativo de Malinas.

## Características
De pelagem curta, é de cor fulvo-encarvoado variando individualmente entre tons mais claros e mais escuros. Tem orelhas eretas, nariz preto e uma máscara preta sobre a zona dos olhos e do focinho. Às vezes possui uma pequena mancha branca no peito. Em média, o macho pode pesar até 40 kg e possuir até 66 cm de altura na cernelha.
Sempre vigilante e atento, tem como qualidades a excelência na proteção, adestramento, a devoção ao dono ou condutor e a inteligência.
Assim como muitos pastores, por ser tão alerta e vigilante pode tornar-se barulhento. 
Seu temperamento é estável, porém, pode mostrar-se desconfiado com estranhos. Com a família é um cão dócil e afetuoso, é valente, destemido, enérgico e independente, embora seja muito apegado a seu dono. Requer exercício físico e mental frequente e pulso forte em sua educação, como todo cão de trabalho voltado à proteção, por conta da tendência dominante, principalmente no caso dos machos. Possui pelagem curta de fácil manejo e adaptável à climas quentes.
É um cão ágil e atlético, necessitando de exercícios físicos e mentais frequentes, para evitar o estresse e comportamentos indesejáveis.
É indicado para donos experientes e firmes, com bastante tempo livre para dedicar e conhecimento para prática de esportes e adestramento.
Devido ao rígido controle de saúde imposto aos criadores da raça, o Malinois é considerado uma das raças puras mais saudáveis.
Por essas e outras qualidades, o pastor-belga malinois é conhecido como a "Ferrari dos cães".
Ele também é um excelente farejador.

## Uso
É um cão multifuncional com forte drive de caça. É uma das raças mais utilizadas pelas forças armadas de todo o mundo. Atua principalmente como cão policial e militar, como cão de esportes de proteção em competições como IGP e KNPV, Ring francês, etc, e cão de faro de explosivos e narcóticos devido ao seu excelente faro e persistência, mas algumas poucas linhagens também podem atuar como cão de guarda e defesa e como cão de pastoreio.